# Crescent Beach (Washington)
Crescent Beach es un área no incorporada ubicada en el condado de Clallam en el estado estadounidense de Washington.

## Geografía
Crescent Beach se encuentra ubicado en las coordenadas 48°4′5″N 123°54′54″O / 48.06806, -123.91500.